# Внук космонавта
«Внук космонавта» — российский художественный фильм Андрея Панина и Тамары Владимирцевой. Премьера фильма состоялась в День космонавтики, 12 апреля 2007 года в Москве. Исходным названием фильма, под которым он вышел в прокат, было «Внук Гагарина»; по результатам судебного иска, проигранного создателями осенью 2007 года, фильм был переименован, а упоминания Юрия Гагарина из фильма удалены.

## Сюжет
Фёдор, неожиданно узнавший о единокровном брате, много лет живущем в детском доме, встретил темнокожего ребёнка с дурными привычками и уличными представлениями о жизни. Фёдор забирает Гену из детдома.
Фёдор, испытывая бессилие от проблем, связанных с братом, отвозит его обратно в детский дом. По дороге Гена сбегает. Федя и Толян[кто?] отправляются на его поиски.

## В ролях
| Актёр                    | Роль                             |
| ------------------------ | -------------------------------- |
| Данэ Лукомбо / Доне Лема | Гена Гагарин                     |
| Геннадий Назаров         | Фёдор Внуков                     |
| Андрей Панин             | Толян Титов                      |
| Наталья Рогожкина        | Грета                            |
| Сергей Угрюмов           | Виктор Васильевич                |
| Людмила Гнилова          | Людмила Петровна                 |
| Сергей Ларин             | парень с мобильником             |
| Артём Терехов            | Скин                             |
| Линда Табагари           | Эля                              |
| Степан Степанский        | Фёдор в детстве                  |
| Анна Гуляренко           | Алла Ивановна                    |
| Сергей Беляев            | муж матери                       |
| Владислав Ветров         | менеджер в художественном салоне |
| Бронислава Захарова      | Агриппина Львовна                |
| Андрей Бронников         | натурщик                         |

## Съёмочная группа
- Сценарист: Наталья Назарова
- Режиссёры: Андрей Панин, Тамара Владимирцева
- Оператор: Артур Гимпель
- Художник: Владимир Аронин
- Продюсеры: Рубен Дишдишян, Бахтиер Худойназаров, Геннадий Островский

## Критика
Фильм получил одобрительные отзывы критиков, которые отметили его непохожесть на современный российский киномейнстрим. Так, Александр Гаррос нашёл в фильме сходство с «интеллигентским кино четвертьвековой давности»: несмотря на наличие сценарных и режиссёрских слабостей, в фильме есть сильная сторона, причём «сторона эта — советская, советская стилистически и идеологически». По мнению критика, фильм не является комедией, а представляет собой «непереводимый жанр, который лучше всего давался... советскому кинематографу. Печально-улыбчивая бытовая драма — с её внезапной за душу берущей достоверностью, проступающей в недостоверности сюжетных поворотов, с ее неожиданной щемящей поэзией, чудно и сиротливо стоящей на перекрестках безликих панельных гетто». 
Михаил Калужский проводит пареллель с ещё более ранней классикой советского кинематографа — фильмом «Цирк», в котором также появлялся чернокожий мальчик. Хотя фильм Панина и Владимирцевой «про то, как живётся чернокожему мальчику в нашей стране сегодня», он «не исключительно про афророссиян, он про нас всех: про стереотипы, отчуждение и непонимание». По мнению критика, фильм «незамысловат, трогателен и искренен, иногда комичен, а в финале неожиданно сентиментален, и, кажется, это очень верный тон для того, чтобы сказать о серьёзном без публицистического пафоса».

## Судебный процесс
Дочери Юрия Гагарина Галина и Елена Гагарины подали в суд на дистрибьютора фильма - компанию Централ Партнершип, в связи с тем, что картина содержит сведения, порочащие честь и достоинство их отца. Оскорбительной истицы сочли фразу: «Люди, Юрий Гагарин — негр!» — которую произносит один из героев фильма. Кроме того, в фильме встречается его же фраза: «Гагарин по миру мотался и всех баб, ну и это самое, в общем, понимаете… без мата. Прилетел в Камерун, а там бабка моя. Гагарин не устоял, и бабка не устояла», — хотя в конце он и признаёт, что лгал, и поясняет: «Никакой я не внук Гагарина!».
7 сентября 2007 года состоялось первое слушание по делу в Бабушкинском районном суде Москвы. 5 октября суд в лице федерального судьи Татьяны Палькиной удовлетворил иск и предписал убрать все упоминания Юрия Гагарина из картины, включая название. Также суд обязал выплатить истицам по 5000 рублей в качестве компенсации морального ущерба.
Компания «Централ Партнершип» не согласилась с решением суда и направила в суд кассационную жалобу, позднее отклонённую. 22 октября 2007 года была составлена вторая полная жалоба, но решение о запрете осталось в силе.
В итоге все сцены фильма, где упоминается имя Гагарина, были переозвучены, и в них герой говорит, что он «внук космонавта». Название фильма также было изменено. 28 февраля 2009 года фильм вышел на Первом канале уже под новым названием.